# Cúp quốc gia Scotland 1990–91
Cúp quốc gia Scotland 1990–91 là mùa giải thứ 106 của giải đấu bóng đá loại trực tiếp uy tín nhất Scotland. Chức vô địch thuộc về Motherwell khi đánh bại Dundee United F.C. trong trận Chung kết.

## Vòng Một
| Đội nhà            | Tỉ số | Đội khách          |
| ------------------ | ----- | ------------------ |
| Threave Rovers     | 1 – 2 | Spartans           |
| Whitehill Welfare  | 0 – 4 | East Fife          |
| Montrose           | 0 – 0 | Dumbarton          |
| East Stirlingshire | 1 – 3 | Queen of the South |
| Fraserburgh        | 3 – 1 | Vale of Leithen    |
| Ross County        | 1 – 1 | Alloa Athletic     |

### Đấu lại
| Đội nhà        | Tỉ số | Đội khách   |
| -------------- | ----- | ----------- |
| Dumbarton      | 1 – 4 | Montrose    |
| Alloa Athletic | 1 – 3 | Ross County |

## Vòng Hai
| Đội nhà           | Tỉ số | Đội khách          |
| ----------------- | ----- | ------------------ |
| Ross County       | 2 – 2 | Queen of the South |
| Spartans          | 0 – 0 | Cowdenbeath        |
| Inverness Thistle | 1 – 1 | East Fife          |
| Berwick Rangers   | 1 – 0 | Albion Rovers      |
| Fraserburgh       | 1 – 4 | Cove Rangers       |
| Montrose          | 0 – 2 | Arbroath           |
| Queen's Park      | 1 – 2 | Stranraer          |
| Stirling Albion   | 2 – 0 | Stenhousemuir      |

### Đấu lại
| Đội nhà            | Tỉ số | Đội khách         |
| ------------------ | ----- | ----------------- |
| Queen of the South | 2 – 6 | Ross County       |
| Cowdenbeath        | 2 – 0 | Spartans          |
| East Fife          | 1 – 0 | Inverness Thistle |

## Vòng Ba
| Đội nhà         | Tỉ số | Đội khách            |
| --------------- | ----- | -------------------- |
| Rangers         | 2 – 0 | Dunfermline Athletic |
| Ross County     | 1 – 6 | Meadowbank Thistle   |
| Clyde           | 0 – 2 | Hibernian            |
| Aberdeen        | 0 – 1 | Motherwell           |
| Airdrieonians   | 2 – 1 | Hearts               |
| Clydebank       | 0 – 1 | Ayr United           |
| Cove Rangers    | 1 – 2 | Cowdenbeath          |
| Dundee          | 1 – 0 | Brechin City         |
| East Fife       | 1 – 1 | Dundee United        |
| Forfar Athletic | 0 – 2 | Celtic               |
| Kilmarnock      | 3 – 2 | Arbroath             |
| Partick Thistle | 0 – 0 | Falkirk              |
| Raith Rovers    | 0 – 1 | Hamilton Academical  |
| St Johnstone    | 0 – 0 | Berwick Rangers      |
| Stirling Albion | 0 – 1 | Greenock Morton      |
| Stranraer       | 1 – 5 | St Mirren            |

### Đấu lại
| Đội nhà         | Tỉ số | Đội khách       |
| --------------- | ----- | --------------- |
| Berwick Rangers | 3 – 4 | St Johnstone    |
| Falkirk         | 4 – 3 | Partick Thistle |
| Dundee United   | 2 – 1 | East Fife       |

## Vòng Bốn
| Đội nhà         | Tỉ số | Đội khách           |
| --------------- | ----- | ------------------- |
| Greenock Morton | 3 – 0 | Meadowbank Thistle  |
| Celtic          | 3 – 0 | St Mirren           |
| Ayr United      | 0 – 0 | Hamilton Academical |
| Dundee          | 2 – 0 | Kilmarnock          |
| Dundee United   | 2 – 0 | Airdrieonians       |
| Motherwell      | 4 – 2 | Falkirk             |
| Rangers         | 5 – 0 | Cowdenbeath         |
| St Johnstone    | 2 – 1 | Hibernian           |

### Đấu lại
| Đội nhà             | Tỉ số | Đội khách  |
| ------------------- | ----- | ---------- |
| Hamilton Academical | 2 – 3 | Ayr United |

## Tứ kết
| Đội nhà       | Tỉ số | Đội khách       |
| ------------- | ----- | --------------- |
| Celtic        | 2 – 0 | Rangers         |
| Motherwell    | 0 – 0 | Greenock Morton |
| St Johnstone  | 5 – 2 | Ayr United      |
| Dundee United | 3 – 1 | Dundee          |

### Đấu lại
| Đội nhà         | Tỉ số              | Đội khách  |
| --------------- | ------------------ | ---------- |
| Greenock Morton | 1 – 1 (4 – 5 pen.) | Motherwell |

## Bán kết
| Motherwell | 0 – 0 | Celtic |
| ---------- | ----- | ------ |
|            |       |        |

| Dundee United              | 2 – 1 | St Johnstone |
| -------------------------- | ----- | ------------ |
| John Clark Duncan Ferguson |       | Harry Curran |

### Đấu lại
| Motherwell                                  | 4 – 2 | Celtic                    |
| ------------------------------------------- | ----- | ------------------------- |
| Dougie Arnott (2) Colin O'Neill Stevie Kirk |       | Tom Boyd (og) Anton Rogan |

## Chung kết
| Motherwell                          | 4 – 3 | Dundee United             |
| ----------------------------------- | ----- | ------------------------- |
| Angus · Ferguson · Kirk · O'Donnell |       | Bowman · Jackson · O'Neil |